# NGC 3950
NGC 3950 (również PGC 37294) – galaktyka eliptyczna (E?), znajdująca się w gwiazdozbiorze Wielkiej Niedźwiedzicy. Odkrył ją Lawrence Parsons 27 kwietnia 1875 roku.